# Gare de Dannemarie - Velesmes
Gare de Dannemarie - Velesmes vasútállomás Franciaországban, Dannemarie-sur-Crète településen.

## Vasútvonalak
Az állomást az alábbi vasútvonalak érintik:
- Dole–Belfort-vasútvonal

## Kapcsolódó állomások
A vasútállomáshoz az alábbi állomások vannak a legközelebb:
- Gare de Saint-Vit
- Gare de Franois